# Bygmester (nordisk mytologi)
 For alternative betydninger, se Bygmester (flertydig). (Se også artikler, som begynder med Bygmester)
Bygmesteren er i nordisk mytologi den jætte som byggede muren omkring Asgård. Blev dræbt af Thor og endte derfor i Hel. Blev også slået ihjel i Hel og sidder derfor nu i Niflhel.
Bygmesteren var hyret af Guderne til at bygge en fæstningsmur omkring Asgård, og forlangte som løn solen, månen, og ægteskab med Freja. Guderne gik, efter at have spurgt Loke til råds med på Bygmesterens krav, mod at han skulle færdiggøre muren på tre år.
Da de tre års afslutning nærmede sig blev Guderne klar over at de ville tabe, og at Bygmesteren ville blive færdig indenfor den aftalte tid – primært fordi hans hest er usædvanligt stærk. Udsigten til at Freja skulle giftes bort var Guderne vederstyggelig og de rettede deres vrede mod Loke der i sin tid havde sagt at Bygmesteren aldrig ville kunne blive færdige inde, og Loke, der ikke ønsker at Guderne skal tage ham af dage, skaber sig om til en hoppe og forfører Bygmesterens hest, med det resultat at byggearbejdet ikke bliver færdigt inden for de tre år.
Loke bliver gravid med Bygmesterens hest, og føder Sleipner en ottebenet hest. Sleipner bliver efterfølgende Odins hest.
| Nordisk mytologi | Spire Denne artikel om nordisk religion og mytologi er en spire som bør udbygges. Du er velkommen til at hjælpe Wikipedia ved at udvide den. |